# Брукмонт (Мериленд)
Брукмонт (енгл. Brookmont) насељено је место без административног статуса у америчкој савезној држави Мериленд.

## Демографија
По попису из 2010. године број становника је 3.468, што је 266 (8,3%) становника више него 2000. године.
| Група             | 2000.         | 2010.         |
| Белци             | 2.852 (89,1%) | 2.984 (86,0%) |
| Афроамериканци    | 53 (1,7%)     | 67 (1,9%)     |
| Азијати           | 119 (3,7%)    | 147 (4,2%)    |
| Хиспаноамериканци | 127 (4,0%)    | 182 (5,2%)    |
| Укупно            | 3.202         | 3.468         |